# Asian Kung-Fu Generation
Asian Kung-Fu Generation (jap. アジアン・カンフー・ジェネレーション Ajian Kanfū Jenerēshon) – japoński zespół rockowy powstały w 1996 roku w Jokohamie.

## Historia
Grupę założyli Masafumi Gotō (śpiew i gitara), Kensuke Kita (gitara i śpiew) oraz Takahiro Yamada (gitara basowa i śpiew). Kiyoshi Ijichi, perkusista, dołączył dopiero później. W 2000 roku wydali pierwszy niezależny minialbum z tekstami w języku angielskim. W tym samym roku wysłali do radia utwór Kona Yuki. Okazał się on wielkim sukcesem. Na następnym minialbumie znalazły się utwory w języku japońskim i angielskim. Zespół podpisał kontrakt z wytwórnią Ki/oon; w 2003 roku ukazał się minialbum Hōkai Amplifier (zawierający już same utwory po japońsku), który zebrał pochlebne recenzje i osiągnął 35. miejsce na liście sprzedaży Oricon.

## Dyskografia

### Albumy
- Kimi Tsunagi Five M (2003)
- Sol-fa (2004)
- Fanclub (2006)
- Feedback File (2006)
- World World World (2008)
- Surf Bungaku Kamakura (2008)
- Magic Disk (2010)
- Landmark (2012)

### Minialbumy / EP
- Caramelman and Asian Kung-Fu Generation (2000) (split z Caramelman)
- The Time Past and I Could Not See You Again (2000)
- I'm Standing Here (2001)
- Hōkai Amplifier (2003)
- Mada Minu Ashita ni (2008)

### Single
- „Mirai no Kakera” (2003)
- „Kimi to Iu Hana” (2003)
- „Siren” (2004)
- „Loop & Loop” (2004)
- „Rewrite” (2004)
- „Kimi no Machi Made” (2004)
- „Blue Train” (2005)
- „World Apart” (2006)
- „Aru Machi no Gunjō” (2006)
- „After Dark” (2007)
- „Korogaru Iwa, Kimi ni Asa ga Furu” (2008)
- „Fujisawa Loser” (2008)
- „Shinseiki no Love Song” (2009)
- „Solanin” (2010)
- „Maigoinu to Ame no Beat” (2010)

### Wideo
- Eizō Sakuhinshū 1kan (jap. 映像作品集　1巻) (26 listopada 2004)
- Eizō Sakuhinshū 2kan (jap. 映像作品集　2巻) (20 kwietnia 2005)
- Eizō Sakuhinshū 3kan (jap. 映像作品集　3巻) (21 marca 2007)
- Eizō Sakuhinshū 4kan (jap. 映像作品集　4巻) (26 marca 2008)
- Eizō Sakuhinshū 5kan ~Live Archives~ (jap. 映像作品集　5巻 ~Live Archives~) (25 marca 2009)
- Eizō Sakuhinshū 6kan ~Tour 2009 World World World~ (jap. 映像作品集6巻 ~Tour 2009 ワールド ワールド ワールド~) (7 października 2009)

### Nano-Mugen Compilation
- Asian Kung-Fu Generation Presents „Nano-Mugen Compilation” (8 czerwca 2005)
- Asian Kung-Fu Generation Presents Nano-Mugen Compilation 2006 (5 czerwca 2006)
- Asian Kung-Fu Generation Presents Nano-Mugen Compilation 2008 (9 lipca 2008)
- Asian Kung-Fu Generation Presents Nano-Mugen Compilation 2009 (1 lipca 2009)

### Inne
- Husking Bee Tribute Album (21 marca 2007)

## Asian Kung-Fu Generation w kulturze popularnej
- Piosenka „Loop & Loop” została wykorzystana w grze na platformę Nintendo DS pod tytułem Osu! Tatakae! Ouendan.
- Utwór „Rewrite” został wykorzystany w czwartej czołówce anime Fullmetal Alchemist, a także wygrał nagrodę Best Anime Theme Song w American Anime Awards w 2007 roku.[potrzebny przypis]
- „Haruka kanata” został wykorzystany jako druga czołówka anime Naruto.
- „After Dark” został wykorzystany jako siódma czołówka anime Bleach.
- „Aru machi no gunjō” jest piosenką kończącą film Tekkonkinkreet.
- Wykonywana przez zespół piosenka „Solanin” pochodzi z filmu „Solanin”, na podstawie mangi Inio Asano o tym samym tytule.
- Utwór „Sore de wa, mata ashita” został wykorzystany do endingu filmu kinowego Naruto Shippuuden 06: Road to Ninja.
- Utwór „Re:Re:” został wykorzystany jako czołówka anime Boku dake ga inai machi (Erased).